# Mattia Vento
Mattia Vento (né en 1735 à Naples, alors capitale du royaume de Naples et mort à Londres le 22 novembre 1776) est un compositeur, claveciniste et professeur de musique italien du XVIIIe siècle.

## Biographie
Après avoir étudié la musique au Conservatoire de Santa Maria di Loreto de sa ville natale, Mattia Vento débute en 1756 comme compositeur d'opéra à Rome avec l'intermezzo Le deluse accortezze di Don Gianserio, suivi quelques années plus tard de l'opéra La finta semplice (1759). En 1763 c'est le tour de L'egiziana, mise en scène à Venise et à Milan.
Vers la fin de la même année, il se rend à Londres, où il demeure jusqu'à la fin de sa vie. En Angleterre il reçoit un bon accueil pour ses opéras, sa musique instrumentale et comme professeur de clavecin. Dans la capitale il fait représenter Demofoonte en 1765, Sofonisba en 1766, La conquista del Messico en 1767 et Artaserse en 1771.
Durant son séjour londonien, il obtient également un succès notable avec des pastiches comme Leucippo e Zenocrita donné le 10 janvier 1764. En 1775 il est nommé directeur du Théâtre royal, charge qu'il conserve jusqu'à sa mort qui survient l'année suivante.
Compositeur très apprécié à l'époque par les Anglais, au-delà de ses qualités de compositeur d'opéras, il sut se distinguer pour sa production claviériste dont sont arrivées jusqu'à nous quelques sonates pour clavecin. Sauf les critiques de Charles Burney, qui qualifie sa musique trivial an uninteresting et de son opèra Demofoonte Burney remarque natural, graceful and plaesing, but never very new or learned.

## Œuvres

### Opéras
L'année et la ville sont celles de la première représentation.
- Le deluse accortezze di Don Gianserio (intermezzo, 1756, Rome)
- La finta semplice (opéra-comique, livret probablement de Carlo Goldoni, 1759, Rome)
- L'egiziana (dramma giocoso, livret de F. Ronzi, 1763, Venise)
- Leucippo e Zenocrita (pastiche, 1764)
- Ezio (pasticche, 1764)
- Berenice (pastiche, 1765)
- Solimano (pastiche, 1765)
- Demofoonte (opera seria, livret de Pietro Metastasio, 1765, Londres)
- Arthridates (pastiche, 1766)
- Sofonisba (opéra héroïque, livret de Giovan Gualberto Bottarelli, 1766, Londres)
- Love in the City (pastiche, 1767)
- La conquista del messico (opera seria, livret de Giovan Gualberto Bottarelli, 1767, Londres)
- Lionel and Clarissa (pastiche, 1768)
- The Captive (pastiche, 1769)
- Artaserse (opera seria, livret de Pietro Metastasio, 1771, Londres)
- La sposa fedele (pastiche, 1775)
- Antigono (pastiche, 1776)
- Il bacio (opéra-comique, livret de Carlo Francesco Badini, 1776, Londres)
- La vestale (opera seria, livret de Carlo Francesco Badini, 1776, Londres)
- The Castle of Andalusia (pastiche, 1782)

### Musique instrumentale
- Les manuscrits des compositions instrumentales antérieures à 1763 (avant l'arrivée à Londres) sont conservés dans les bibliothèques italiennes (surtout (Montecassino) et extérieures. D'autres sont encore à découvrir et à publier. Seule une faible  partie a été éditée à l'intérieur d'anthologies didactiques pianistiques et pour le clavecin au XXe siècle.
- 11 livres de sonates pour clavecin (édités à Londres par Welcker entre 1764 et 1777 environ ; six sonates par livre ; cinq sonates dans le onzième livre ; toutes les sonates sont en deux sections ; les deux sections de chaque sonate partagent la même tonalité ; sur 65 sonates au total, une seule est en mode mineur) :
  - Livres I-VI : clavecin avec accompagnement de violon ou flûte
  - Livres VII-VIII : clavecin ou pianoforte avec accompagnement de violon ou de flûte
  - Livre IX: clavecin ou pianoforte
  - Livre X : clavecin ou pianoforte avec flûte obligée (ou violon)
  - Livre XI: clavecin ou pianoforte (posthume)
- 6 sonates pour 2 violons et basse continue (1764 environ)
- 6 ouvertures en 8 parties (1774 environ)

## Sources
- (it) Cet article est partiellement ou en totalité issu de l’article de Wikipédia en italien intitulé « Mattia Vento » (voir la liste des auteurs).